# Tour (Beaumont-Pied-de-Bœuf)
Pour l’article homonyme, voir Tour Beaumont.
La Tour est un édifice situé à Beaumont-Pied-de-Bœuf, dans le département français de la Sarthe.

## Description
Il s'agit du dernier vestige de la forteresse du XVe siècle.
À l'origine, le château, au pied du coteau contrôlait la vallée de l'Ire. Il était formé d'un corps de bâtiments carrés, ceint de douves aujourd'hui disparues, et flanqué de deux tours dont reste seule désormais la tour nord.
Dans le coteau, d'anciennes caves sont toujours visibles et ont abrité, tour à tour, les différents habitants de la commune, puis servi à l'extraction de la pierre de tuffeau. Elles appartiennent encore aux propriétaires de la tour.

## Historique
L'édifice est inscrit au titre des monuments historiques le 6 janvier 1926.